# Sombr
Shane Boose (n. 5 iulie 2005, New York City, New York, SUA), cunoscut sub numele său de scenă Sombr, este un compozitor și cântăreț american.
Și-a lansat single-ul de debut „Nothing Left to Say” în 2021, urmat de primul său EP, In Another Life, în 2023 prin SMB și Warner Records. În 2025, a obținut primele succese cu piesele „Back to Friends” și „Undressed” , dintre care prima a ajuns pe locul 90 în Billboard Hot 100.

## Biografie
Boose a urmat Liceul LaGuardia⁠(d) din New York, unde a studiat canto. 
Cariera sa muzicală a început odată cu lansarea single-ului „Nothing Left to Say”. În septembrie 2023, a lansat primul său EP, In Another Life, co-produs de el și Tony Berg. Single-ul din 2024 „Back to Friends” a fost primul său single care a ajuns în topuri în Statele Unite, Marea Britanie, și Canada. În videoclipul cântecului s-au filmat Boose și modelul canadian Charlotte D'Alessio; a fost lansat în aprilie 2025. A lansat cântecul „Undressed” în martie 2025. 